# هیتمن (مجموعه بازی)
هیتمن یک مجموعه بازی به سبک مخفی کاری است، که توسط آی‌او اینتراکتیو توسعه دهنده دانمارکی تولید و توسط آیدوس اینتراکتیو و اسکوئر انیکس منتشر شده است. آی‌او اینتراکتیو تا سال ۲۰۱۷ زیرمجموعه شرکت اسکوئر انیکس بود، در آن زمان شرکت اسکوئر انیکس قصد داشت که آی‌او اینتراکتیو را به فروش برساند، به‌دنبال آن این شرکت توانست استقلال خود را به‌دست بیاورد و حقوق مجموعه هیتمن را نیز برای خود حفظ کنند.
مجموعه بازی تاکنون برای مک‌اواس، لینوکس، مایکروسافت ویندوز و کنسول‌های، پلی‌استیشن ۲، اکس‌باکس، گیم‌کیوب، پلی‌استیشن ۳، اکس‌باکس ۳۶۰، پلی‌استیشن ویتا، پلی‌استیشن ۴، اکس‌باکس وان، پلی‌استیشن ۵، اکس‌باکس سری اکس، نینتندو سوئیچ و استادیا منتشر شده است.

## سری بازی‌ها
| عنوان               | سال انتشار | پلتفرم‌ها                                |
| ------------------- | ---------- | --------------------------------------- |
| هیتمن: اسم‌کد ۴۷     | ۲۰۰۰       | pc                                      |
| هیتمن ۲: قاتل خاموش | ۲۰۰۲       | PS2، Xbox, GC, OnLive, PC               |
| هیتمن: قراردادها    | ۲۰۰۴       | PS2، Xbox, PC                           |
| هیتمن: خون‌بها       | ۲۰۰۶       | PS2، Xbox, Xbox 360، Mobile, OnLive, PC |
| هیتمن: آمرزش        | ۲۰۱۲       | Xbox 360، PlayStation 3، PC             |
| هیتمن: تک‌تیرانداز   | ۲۰۱۵       | Android, iOS                            |
| هیتمن               | ۲۰۱۶       | PS4، Xbox One, PC                       |
| هیتمن ۲             | ۲۰۱۸       | PS4، Xbox One, PC                       |
| هیتمن ۳             | ۲۰۲۱       | PS5،PS4،Xbox sx.ss , pc , Google Stadia |